# Gualtieri IV di Brienne

Stemma dei Brienne : d'azur au lion d'or armé et lampassé de gueules

Gualtieri IV il Grande di Brienne in francese Gauthier IV de Brienne le Grand (1205 – Il Cairo, 1246) fu conte di Brienne (1205 - 1244) e di Giaffa (1221 - 1244).

## Biografia
Era il figlio di Gualtieri III di Brienne e di Elvira (Albiria, Albina, Bianca, Maria) di Lecce. Al momento della sua nascita, suo padre moriva in prigione e pertanto la sua eredità del principato di Taranto e la contea di Lecce venne confiscata alla sua famiglia dagli Svevi.
Il giovane Gualtieri fu così inviato in Terrasanta dove suo zio Giovanni di Brienne era il sovrano di Gerusalemme. Nel 1221 Giovanni gli assegnò la Contea di Giaffa e Ascalona, e organizzò un matrimonio con Maria di Lusignano, figlia di Ugo I di Cipro, nel 1233.
Anche dopo che suo zio fu costretto a lasciare il regno di Gerusalemme a Federico II, Gualteri rimase uno dei signori più importanti del regno. Fu comandante dell'esercito crociato che marciò contro le forze di al-Salih Ayyub nel 1244. Contro il parere di al-Mansur di Homs, suo alleato siriano, Gualteri insistette a prendere l'offensiva, piuttosto che fortificare il suo accampamento e in attesa della ritirata dei corasmi.
Nella disastrosa battaglia di Harbiyya del 17 ottobre 1244, le forze crociato-siriane furono quasi annientate. Gualteri fu catturato e portato sotto le mura di Jaffa legato ad una croce per convincere gli assediati ad arrendersi: ma la resistenza ad oltranza dei cristiani, incitati dallo stesso Gualtieri che urlava di essere "pronto a morire come nostro Signore Gesù Cristo", fiaccò i musulmani che si ritirarono. Gualtieri venne allora consegnato al sultano d'Egitto e imprigionato al Cairo: ma qui, qualche tempo dopo, mentre giocava a scacchi con un emiro, venne colpito sulla guancia: egli reagì afferrando la tavola e uccidendo il suo aggressore, ma immediatamente fu strangolato dalle guardie arabe.
Gualtieri ebbe dalla moglie Maria di Lusignano tre figli:
- Giovanni, conte di Brienne (c.1235-1260/61), che sposò Maria d'Enghien, morì senza figli.
- Ugo, conte di Brienne e Lecce (1240 - 1296), sposò in prime nozze Isabelle de la Roche, erede di Tebe, figlia di Guido I de la Roche, e in seconde nozze Elena Comnena Ducena, dalla quale ebbe una figlia, Giovanna di Brienne.
- Amalrico di Brienne (morto giovane)

Gli succedette il figlio maggiore Giovanni, che morì senza figli. Suo figlio più giovane Ugo di Brienne si stabilì in Italia meridionale e divenne un partigiano di Carlo d'Angiò, il quale gli rese la contea di Lecce.

## Ascendenza
|                          |                       |                         | Genitori            |  |  | Nonni |  |  | Bisnonni                |  |  | Trisnonni |  |
|                          |                       |                         |                     |  |  |       |  |  | Gualtieri II di Brienne |  |  | …         |  |
|                          |                       |                         |                     |  |  |       |  |  | Gualtieri II di Brienne |  |  | …         |  |
|                          |                       | …                       |                     |  |  |       |  |  | Gualtieri II di Brienne |  |  |           |  |
| Erardo II di Brienne     |                       |                         |                     |  |  |       |  |  | Gualtieri II di Brienne |  |  |           |  |
|                          |                       | Adele di Soissons       | …                   |  |  |       |  |  |                         |  |  |           |  |
|                          |                       | Adele di Soissons       | …                   |  |  |       |  |  |                         |  |  |           |  |
|                          |                       | Adele di Soissons       | …                   |  |  |       |  |  |                         |  |  |           |  |
| Gualtieri III di Brienne |                       | Adele di Soissons       |                     |  |  |       |  |  |                         |  |  |           |  |
|                          |                       | Amadeo II di Montfaucon | …                   |  |  |       |  |  |                         |  |  |           |  |
|                          |                       | Amadeo II di Montfaucon | …                   |  |  |       |  |  |                         |  |  |           |  |
|                          |                       | Amadeo II di Montfaucon | …                   |  |  |       |  |  |                         |  |  |           |  |
| Agnese di Montfaucon     |                       | Amadeo II di Montfaucon |                     |  |  |       |  |  |                         |  |  |           |  |
|                          |                       | Beatrice di Joinville   | …                   |  |  |       |  |  |                         |  |  |           |  |
|                          |                       | Beatrice di Joinville   | …                   |  |  |       |  |  |                         |  |  |           |  |
|                          |                       | Beatrice di Joinville   | …                   |  |  |       |  |  |                         |  |  |           |  |
| Gualtieri IV di Brienne  |                       | Beatrice di Joinville   |                     |  |  |       |  |  |                         |  |  |           |  |
|                          | Ruggero III di Puglia | Ruggero II di Sicilia   |                     |  |  |       |  |  |                         |  |  |           |  |
|                          | Ruggero III di Puglia | Ruggero II di Sicilia   |                     |  |  |       |  |  |                         |  |  |           |  |
|                          | Ruggero III di Puglia | Elvira di Castiglia     |                     |  |  |       |  |  |                         |  |  |           |  |
| Tancredi di Sicilia      | Ruggero III di Puglia |                         |                     |  |  |       |  |  |                         |  |  |           |  |
|                          |                       | Emma di Lecce           | Accardo II di Lecce |  |  |       |  |  |                         |  |  |           |  |
|                          |                       | Emma di Lecce           | Accardo II di Lecce |  |  |       |  |  |                         |  |  |           |  |
|                          |                       | Emma di Lecce           | Gunnora             |  |  |       |  |  |                         |  |  |           |  |
| Maria Albina d'Altavilla |                       | Emma di Lecce           |                     |  |  |       |  |  |                         |  |  |           |  |
|                          |                       | Rinaldo d'Aquino        | …                   |  |  |       |  |  |                         |  |  |           |  |
|                          |                       | Rinaldo d'Aquino        | …                   |  |  |       |  |  |                         |  |  |           |  |
|                          |                       | Rinaldo d'Aquino        | …                   |  |  |       |  |  |                         |  |  |           |  |
| Sibilla di Medania       |                       | Rinaldo d'Aquino        |                     |  |  |       |  |  |                         |  |  |           |  |
|                          |                       | Cecilia di Medania      | …                   |  |  |       |  |  |                         |  |  |           |  |
|                          |                       | Cecilia di Medania      | …                   |  |  |       |  |  |                         |  |  |           |  |
|                          |                       | Cecilia di Medania      | …                   |  |  |       |  |  |                         |  |  |           |  |
|                          |                       | Cecilia di Medania      |                     |  |  |       |  |  |                         |  |  |           |  |